# دستگاه‌های الکترونیکی بی‌سیم و سلامتی
سازمان بهداشت جهانی (WHO) میدان‌های الکترومغناطیسی (EMF) و اثرات ادعایی آنها را بر روی سلامت مطالعه کرده‌است و نتیجه‌گیری می‌کند که چنین مواجهه ای در حد محدودیت‌های توصیه شده، هیچ اثر نامطلوب سلامتی شناخته شده‌ای را تولید نمی‌کند.
در پاسخ به نگرانی عمومی، سازمان جهانی بهداشت در سال ۱۹۹۶، پروژه بین‌المللی EMF را برای ارزیابی شواهد علمی اثرات احتمالی سلامتی EMF در محدوده فرکانس ۰ تا ۳۰۰ گیگاهرتز برقرار کرد. آنها اظهار داشتند که اگرچه تحقیقات گسترده‌ای در مورد تأثیرات احتمالی سلامتی در معرض بسیاری از بخش‌های طیف فرکانس انجام شده‌است، همه بررسی‌های انجام شده تا کنون نشان می‌دهد که تا زمانی که در معرض پرتو قرار گرفتن کمتر از محدودیت‌های توصیه شده در رهنمودهای میدان الکترومغناطیسی ICNIRP (1998) که گستره فرکانس کامل را از ۰ تا ۳۰۰ گیگاهرتز پوشش می‌دهد باشد، این مواجهه هیچ تأثیر نامطلوب سلامتی شناخته شده‌ای را ایجاد نمی‌کند. قرار گرفتن در معرض EMF قوی تر یا مکرر می‌تواند ناسالم باشد و در واقع به عنوان پایه ای برای سلاح‌های الکترومغناطیسی عمل می‌کند.
رهنمودهای بین‌المللی در مورد مقادیر مواجهه با EMFهای فرکانس مایکروویو مانند ICNIRP، میزان قدرت دستگاه‌های بی‌سیم را محدود می‌کند و تخطی کردن از دستورالعمل‌ها برای دستگاه‌های بی‌سیم غیرمتداول است. این رهنمودها تنها به اثرات حرارتی توجه می‌کنند، زیرا اثرات غیر حرارتی به‌طور قطعی ثابت نشده‌است. موضع رسمی آژانس حفاظت از سلامت بریتانیا این است که "در اینجا هیچ مدرک مستحکمی در مورد آن وجود ندارد که WiFi و WLANها اثرات مخالف بهداشت عمومی جامعه داشته باشد."، بلکه این که "... منطقی است رویکرد پیشگیرانه … برای حفظ وضعیت در حال بررسی … "
در سال ۲۰۱۱، آژانس بین‌المللی تحقیقات سرطان (IARC)، نمایندگی سازمان بهداشت جهانی، گروهی از تابش بی‌سیم را به عنوان گروه 2B طبقه‌بندی کرد که احتمالاً سرطانزا است. این بدان معنی است که «ممکن است برخی از خطر» سرطان زایی وجود داشته باشد، بنابراین تحقیقات بیشتری در مورد استفاده درازمدت و سنگین از دستگاه‌های بی‌سیم باید انجام شود.

## تفاوت در قرار گرفتن در معرض تلفن‌های همراه
کاربران دستگاه‌های بی‌سیم معمولاً برای دوره‌های بسیار طولانی‌تر در معرض گوشی‌های تلفن همراه هستند و قدرت دستگاه‌های بی‌سیم به‌طور قابل توجهی کم نیست. در حالی که یک سیستم مخابراتی تلفن همراه جهانی (UMTS) می‌تواند از21 dBm (125mW) برای کلاس Power 4 تا 33 dBm (2W) برای کلاس Power 1 متغیر باشد، یک روتر بی‌سیم می‌تواند از یک قدرت معمول 15 dBm (30mW) تا ۲۷ دسی بل (۵۰۰ مگاوات) در انتهای بالا تغییر داشته باشد.
با این حال، روترهای بی‌سیم معمولاً نسبت به یک تلفن همراه که کاربر در حال بررسی است به‌طور قابل ملاحظه ای دورتر از سر کاربران قرار می‌گیرند، و در نتیجه به‌طور کلی کمتر در معرض قرار می‌گیرند. آژانس حفاظت از سلامت (HPA) می‌گوید که اگر یک فرد در یک مکان با یک نقطهٔ Wi-Fi یک سال را سپری کند، همان مقدار از امواج رادیویی را دریافت خواهد کرد که تماس تلفنی ۲۰ دقیقه ای در یک تلفن همراه ایجاد کرده باشد.
HPA همچنین می‌گوید که با توجه به توانایی انطباق پذیری تلفن همراه، تابش تلفن بی‌سیم DECT می‌تواند از تابش یک تلفن همراه فراتر رود. HPA توضیح می‌دهد که در حالی که تابش بی‌سیم تلفن DECT دارای توان خروجی متوسط ۱۰ مگاوات است، این در واقع به شکل ۱۰۰ بار در هر ثانیه از ۲۵۰ مگاوات است که توانایی قابل مقایسه با برخی از تلفن‌های همراه دارد.

## شبکه‌های بی‌سیم
اکثر تجهیزات بیسیم LAN برای کار در استانداردهای از پیش تعریف شده طراحی شده‌اند. نقاط دسترسی بی‌سیم نیز اغلب به مردم نزدیک است، اما کاهش قدرت به نسبت فاصله سریع است و از قانون مربع معکوس پیروی می‌کند. با این حال، لپ تاپ‌های بی‌سیم معمولاً در نزدیکی مردم استفاده می‌شوند. وای فای به‌طور غیرمنتظره با افزایش حساسیت الکترومغناطیسی ارتباط داشت اما تحقیق در مورد حساسیت الکترومغناطیسی هیچ شواهد سیستماتیک را برای حمایت از ادعاهای ساخته شده توسط بیماران نشان نداده‌است.
موقعیت HPA این است که: «... فرکانس رادیویی (RF) از Wi-Fi به احتمال زیاد پایین‌تر از گوشی‌های تلفن همراه است.» همچنین مشاهده می‌شود: «... هیچ دلیلی برای اینکه مدارس و دیگران نباید از تجهیزات فای استفاده کنند وجود ندارد.» در اکتبر ۲۰۰۷، HPA یک مطالعه جدید "سیستماتیک" برای تأثیر شبکه‌های Wi-Fi را از طرف دولت انگلیس آغاز کرد تا از ترس‌هایی که در رسانه‌ها در یک دوره اخیر تا آن زمان رخ داده بود، آرام شود. "دکتر مایکل کلارک، از HPA، می‌گوید تحقیقات منتشر شده در مورد گوشی‌های تلفن همراه و دکل‌های مخابراتی، به اتهام وای فای، نمی‌افزاید.